# Плеханов, Валентин Филиппович
Валентин Филиппович Плеханов (1 мая 1933, село Большая Трещовка, теперь Рамонского района Воронежская область, Российская Федерация — 30 апреля 2006, Одесса) — советский военный деятель, генерал-лейтенант, начальник Политуправления Одесского военного округа. Депутат Верховного Совета УССР 11-го созыва. Кандидат в члены ЦК КПУ в 1986—1990 г. Член ЦК КПУ в 1990—1991 г.

## Биография
Окончил среднюю школу.
С 1950 года служил в Советской армии.
В 1950—1953 г. — курсант Рязанского артиллерийского училища.
Член КПСС с 1953 года.
В 1953—1955 г. — командир взвода звуковой разведки в городе Ломоносов Ленинградской области. В 1955—1958 г. — командир учебного взвода 1-й школы артиллерийской звуковой разведки в городе Кингисеппе Ленинградской области.
С 1958 — на военно-политической работе: помощник начальника политического отдела по комсомольской работе 1-й школы артиллерийской звуковой разведки в городе Кингисеппе Ленинградской области.
В 1958 году поступил на заочное отделение философского факультета Ленинградского государственного университета имени Жданова.
В 1958—1961 г. — помощник начальника политического отдела по комсомольской работе Оренбургской школы сержантов артиллерийской разведки в Приволжском военном округе.
В 1961—1963 г. — секретарь комитета ВЛКСМ партийного комитета штаба и управления Приволжского военного округа. Читал курс истории философии и курс диалектического материализма в 3-х летнем вечернем университете марксизма-ленинизма при Оренбургском городском комитете КПСС.
В 1963—1967 г. — заместитель командира 77-го артиллерийского полка по политической части (Тоцкие лагеря Оренбургской области).
В 1967—1968 г. — заместитель начальника политического отдела мотострелковой дивизии Приволжского военного округа (город Казань, затем город Свободный Амурской области).
В 1968—1971 г. — начальник политического отдела — заместитель командира зенитно-ракетной бригады Дальневосточного военного округа (поселок Средне-Белая).
В 1968—1971 г. — слушатель заочного отделения Военно-политической академии имени Ленина, которую окончил в 1971 году с отличием.
В декабре 1971 — марте 1974 г. — начальник политического отдела — заместитель командира мотострелковой дивизии Дальневосточного военного округа.
В марте 1974 — апреле 1977 г. — начальник политического отдела — заместитель командира армейского корпуса Дальневосточного военного округа (Сахалинская область).
В апреле 1977—1980 г. — член Военного Совета — начальник политического отдела 5-й армии Дальневосточного военного округа (город Уссурийск Приморского края).
В 1980 — январе 1983 г. — 1-й заместитель начальника Политического управления Краснознаменного Прикарпатского военного округа (город Львов).
В январе 1983 — октябре 1991 г. — член Военного Совета — начальник Политического управления Краснознаменного Одесского военного округа.
В октябре 1991 года уволен в запас. Проживал в Одессе. Был членом Союза советских офицеров, секретарем по идеологии Одесского областного комитета Коммунистической партии Украины.
Автор трех книг: «Учиться Родине служить», «К берегу мужчин», «Хорошо ли быть генералом?».

## Звания
- генерал-майор (14.02.1978)
- генерал-лейтенант (29.04.1983)

## Награды
- орден Красной Звезды
- орден Трудового Красного Знамени
- Орден «За службу Родине в Вооружённых Силах СССР» III степени
- ордена
- медали
- заслуженный работник культуры Украинской ССР